# Stanley Kowalski
Stanley Kowalski è il protagonista maschile del dramma Un tram che si chiama Desiderio di Tennessee Williams, portato al debutto a New Haven nel 1947, premiato con il Premio Pulitzer per la drammaturgia e poi rappresentato in tutto il mondo e riadattato per il piccolo e grande schermo, nonché per altri generi teatrali come il balletto e l'opera lirica. È entrato nella cultura di massa grazie all'interpretazione di Marlon Brando a Broadway e nel film diretto da Elia Kazan, che ha reso il personaggio un'"icona americana": «Stanley Kowalski cambiò il concetto stesso di sesso in America», ha scritto Gore Vidal, «prima di lui nessun uomo era mai stato considerato erotico».

## Creazione
Il critico teatrale e storico del teatro Dan Isaac ha individuato quattro principali fonti di ispirazione per il personaggio di Stanley: Pancho Rodríguez y González  (l'irascibile e violento compagno di Williams nei primi anni quaranta), l'attore John Garfield (per cui il ruolo era stato concepito), il protagonista Yank del dramma Lo scimmione di Eugene O'Neill (1922) e Cornelius Williams, collerico padre del drammaturgo.
Le numerose bozze del dramma rivelano che Williams lavorò a lungo per perfezionare la versione finale del personaggio, che nelle prime versioni del testo era un italoamericano di nome Lucio che viveva a Chicago, dalla "giocosa tenerezza e vivacità che avrebbe potuto sembrare effeminatezza se non fosse stato italiano". In una bozza successiva, ambientata ad Atlanta, il personaggio era stato ribattezzato "Ralph" ed era diventato irlando-americano: Williams lo descrive come un tipico e vigoroso "pezzente irlandese", seppur cambiato dagli influssi cittadini. Nelle evoluzioni future del testo Williams sperimentò con vari nomi: Jack, Ralph, Ralph Stanley, Ralph Kowalski e, infine, Stanley Kowalski. Il nome definitivo del personaggio è quello di un collega con cui Williams aveva lavorato tra il 1931 e il 1934 all'International Shoe Company di Saint Louis; tuttavia, al contrario del personaggio, il "vero" Stanley Kowalski era descritto come un uomo affabile e fece da protettore al giovanissimo scrittore durante i difficili anni come operaio.
La scelta dell'origine etnica di Stanley fu evidentemente dibattuta, ma nel corso delle riscritture Williams si allontanò dalla questione ed eliminò quasi ogni uso dell'epiteto razziale "pollack": nella versione finale, Stanley ribadisce si essere "al cento per cento americano, nato e cresciuto nel più grande Paese al mondo". Il critico George W. Crandell ha tuttavia notato che il tema della mescolanza etnica è comunque presente nel dramma, dato che Stanley ha caratteristiche spesso ascritte a personaggi afroamericani.

## Biografia del personaggio
Congedato dal genio militare dell'esercito statunitense con il grado di sergente capo al termine della seconda guerra mondiale, Stanley Kowalksi si trasferisce a New Orleans e sposa Stella DuBois, la figlia più piccola di una famiglia decaduta. Passionale e irascibile, Stanley ha un temperamento aggressivo che sfocia occasionalmente in episodi di violenza domestica ai danni della moglie che, al momento dell'inizio del dramma, è nelle prime fasi della gravidanza. L'arrivo della cognata Blanche DuBois manda in crisi il precario equilibrio dei Kowalksi: Stanley, che non ha mai conosciuto la cognata, non tollera le arie signorili della donna e si sente defraudato dalla perdita dell'eredità dei Dubois.
Poco convinto dalle storie raccontate dalla cognata, punto sul vivo dai commenti della donna e dai suoi tentativi di mettergli contro la moglie, Stanley comincia a indagare sul passato di Blanche, mentre lei inizia a frequentare Mitch, un amico di Stanley. Durante una serata in cui Stanley gioca a poker a casa con gli amici, l'atteggiamento di Blanche lo irrita al punto che colpisce la moglie incinta, che si rifugia dalla vicina Eunice. Soltanto le sue suppliche convinceranno Stella a tornare da lui, come si intuisce essere già successo in passato.
Dopo diversi mesi, in occasione del compleanno di Blanche, Stanley regala crudelmente alla cognata un biglietto di sola andata per andarsene da New Orleans; Stella difende la sorella, ma i suoi rimproveri mandano su tutte le furie Stanley. Soltanto l'arrivo delle doglie di Stella impediscono un'altra scenata violenta e Stanley porta la moglie all'ospedale. Torna a casa più tardi la notte stessa, dato che gli è stato detto che il bambino non nascerà prima del giorno dopo. Stappa lo champagne per festeggiare il nascituro e indossa il suo pigiama di seta, prima di affrontare la cognata. Stanley è infatti riuscito a scoprire tramite il commesso viaggiatore Shaw del passato travagliato di Blanche, rimasta vedova dopo il suicidio del marito omosessuale e sprofondata nell'alcolismo e nella ninfomania, che l'hanno portata al licenziamento dopo che aveva intrapreso una relazione con un suo studente minorenne. Il litigio tra i due sfocia in violenza e Stanley stupra la cognata.
Dopo la nascita del bambino, Stella, incoraggiata da Stanley, decide di far internare Blanche in un ospedale psichiatrico: la salute mentale della donna, già compromessa, non ha retto alla violenza subita (e a cui Stella rifiuta di credere). Mentre Blanche viene portata via, Stanley conforta la moglie.

## Analisi
(Elia Kazan, Kazan on Directing)
Il carteggio tra Tennessee Williams ed Elia Kazan rivela il desiderio del drammaturgo di evitare generalizzazioni ("non ci sono persone 'brave' o 'cattive', ma solo individui che si fraintendono tra loro"), tanto che chiese esplicitamente al regista di non portare in scena Stanley come un "black-eyed villain". Lo stesso Kazan, che si identificava in parte con Stanley, si dichiarò interessato alle contraddizioni del personaggio, ai suoi momenti più delicati e ai sentimenti per Stella. Nella visione del regista, Stanley è un edonista, indifferente a tutto tranne che al suo piacere e ai suoi comfort: "è meravigliosamente egoista, un miracolo di egocentrismo sensuale".
Sei anni dopo il debutto della pièce a Broadway, Joseph W. Krutch descriverà Stanley come "l'uomo naturale" la cui "virilità, una virilità addirittura orgiastica, è la vera risposta alla decadenza". Il personaggio è stato letto dalla critica attraverso le lenti del machismo e dell'ipermascolinità, come un uomo profondamente istintivo che usa il sesso per dominare sia la moglie che, violentemente, la cognata. Tuttavia, alcuni critici hanno sottolineato che l'esagerata mascolinità del personaggio può essere interpretata come una performance di virilità, una posa o una maschera con cui Stanley si protegge e in cui si nasconde, come fa Blanche con le sue arie da bella del Sud.

## Interpreti

### Marlon Brando

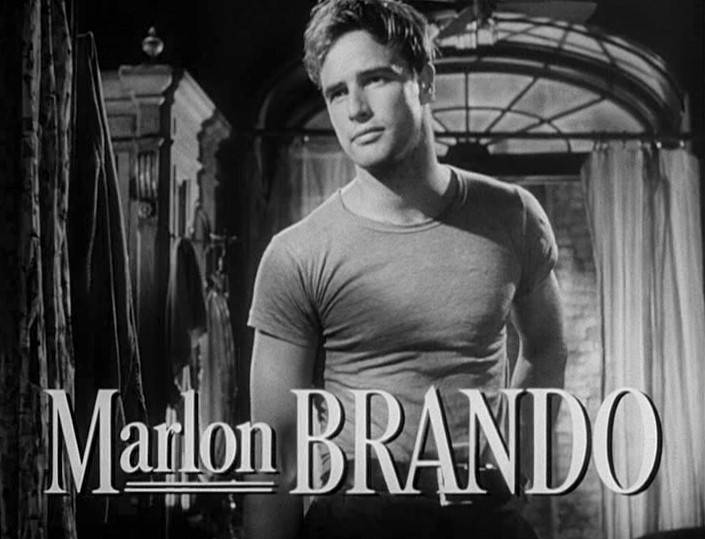
Marlon Brando nel film Un tram che si chiama Desiderio (1951)

Il ruolo di Stanley fu originariamente offerto a John Garfield, pioniere del method acting, ma l'attore rifiutò la parte, affermando che il ruolo sarebbe stato completamente messo in ombra da Blanche. Dopo che anche Burt Lancaster rifiutò la parte, Elia Kazan, regista della pièce, chiese aiuto a Harold Clurman, che gli raccomandò il ventitreenne Marlon Brando dell'Actors Studio; il giovane attore piacque molto a Kazan, che aveva sempre immaginato Stanley e Stella come una giovane coppia e nutriva delle riserve sull'età del trentacinquenne Garfield. Kazan diede quindi venti dollari a Brando per recarsi da Tennessee Williams a Capo Cod, ma l'attore si tenne i soldi e vi si recò facendo l'autostop; arrivò da Williams mentre il drammaturgo stava dando una festa e, dopo aver riparato il gabinetto di casa, lesse il copione davanti allo scrittore, che gli affidò quindi la parte. Per quanto lo stesso Brando avrebbe poi scritto nella sua autobiografia che non si sentiva adatto per la parte, il ruolo lo consacrò sia come attore che come sex symbol: il critico Irwin Shaw, recensendo il dramma dopo la prima a Broadway per The New Republic, descrisse Brando come "il miglior giovane attore del teatro americano", osservando che sembrava "sempre sull'orlo di demolire il proscenio a mani nude". Secondo Kazan, l'interpretazione di Brando spostò il baricentro dell'opera da Blanche a Stanley, un personaggio con cui il pubblicò inaspettatamente iniziò a simpatizzare: Jessica Tandy, che recitava nel ruolo di Blanche, si lamentava che il pubblico rideva agli insulti misogini pronunciati contro di lei dal cognato, tale era la simpatia per il personaggio interpretato da Brando.
L'impatto dello Stanley di Brando nella cultura popolare è stato descritto da Carole Fehl:
Il primo Stanley aveva il volto di un poeta, il corpo di un gladiatore e la voce di un adolescente querulo. L'interpretazione di Brando era un mosaico di insolenza sessuale, cupo malumore, umorismo malizioso e rabbia terrificante.»
(Carole Fehl, Tennessee Williams (Macmillan, 1987), p. 88.)
Forte anche del successo dell'adattamento cinematografico diretto da Kazan, che gli valse la sua prima candidatura al Premio Oscar come migliore attore, Brando e Stanley Kowalksi finirono per sovrapporsi nell'immaginario comune, nonostante le insistenze dell'attore, che si definì sempre diversissimo dal personaggio. Negli Stati Uniti degli anni quaranta, il binomio "Stanley-Brando", per Ralff Webb, rappresentava il corpo maschile, erotizzato, desideroso e desiderato, che andava a scontrarsi contro le linee guida imposte ai teatri dalla censura e che poneva nuovi interrogativi sulle intersezioni tra mascolinità e sessualità.

### Altri interpreti
Come aveva predetto Tennessee Williams, l'interpretazione di Brando mise in ombra i successivi interpreti del personaggio, che la critica ha spesso paragonato (non sempre favorevolmente) al suo interprete originale. Allo scadere del contratto di Brando, Anthony Quinn gli successe nel ruolo di Stanley, ma i critici notarono una certa inferiorità sia nelle repliche a New York che nella tournée statunitense diretta da Harold Clurman. A sua volta, Quinn fu rimpiazzato da Ralph Meeker durante gli ultimi dodici mesi di rappresentazioni a Broadway; l'attore sarebbe tornato a interpretare la parte anche nel Mississippi nel 1949, accanto alla Blanche di Judith Evelyn, ma la sua interpretazione fu criticata come "troppo scimmiesca". Nel 1973 il ruolo fu interpretato a Broadway da James Farentino (descritto come più affabile dello Stanley di Brando) e Robert Forster, entrambi diretti da Ellis Rabb. Nel 1988 Aidan Quinn (poi sostituito da Kim Coates) interpretò Stanley in un nuovo allestimento a Broadway con Blythe Danner, ma la sua interpretazione fu criticata per la mancanza dell'aggressività e della sensualità necessarie per il personaggio. Due anni prima la Danner aveva già interpretato Blanche a Williamstown accanto allo Stanley di Christopher Walken, recensito tiepidamente perché poco minaccioso.
Nel 1992 Alec Baldwin ottenne vasti apprezzamenti di critica per la sua interpretazione accanto alla Blanche di Jessica Lange a Broadway: Frank Rich, recensendo il dramma per il New York Times, descrisse Baldwin come il primo Stanley che non faceva sentire la mancanza di Brando e ne lodò sia la vulnerabilità che la capacità di interpretare le sfaccettature di un personaggio che è "meno di un eroe ma più di un bruto". Baldwin ottenne una candidatura al Tony Award al miglior attore protagonista in un'opera teatrale e una al Premio Emmy quando tornò a interpretare la parte in un adattamento televisivo del dramma tre anni più tardi. Decisamente più fredda fu l'accoglienza riservata allo Stanley di John C. Reilly in un allestimento diretto nel 2005 a Broadway da Edward Hall; l'attore fu descritto come più adatto per il ruolo di Mitch e criticato per la mancanza di carisma erotico e potere intimidatorio. Nel 2012 Blair Underwood è diventato il primo attore afroamericano a interpretare Stanley a Broadway; il suo Stanley è stato descritto come "un uomo impulsivo e animalesco, con il pieno controllo del suo fascino rozzo e magnetismo sessuale", ma anche territoriale, estremamente violento e privo di rimorsi per lo stupro della cognata.
Nella prima londinese diretta da Laurence Olivier nel 1949, Stanley era interpretato da Bonar Colleano che, come concepito da Olivier, è un personaggio meno sopra le righe di quello interpretato da Brando. Recensendo l'allestimento per la BBC, R. D. Smith osservò che Colleano era "una scelta plausibile per Stanley": non solo "virile e carismatico", ma anche dotato di "un'intelligenza che taglia come un rasoio"; più duro fu invece il giudizio di Kenneth Tynan, che giudicò Colleano inadatto per il ruolo, sia per il fisico minuto che per l'interpretazione del personaggio come astuto e calcolatore invece che passionale. Nei sessantacinque anni successivi, altri attori che interpretarono Stanley sulle scene londinesi furono Ty Hardin (1969), Martin Shaw (1974), Toby Stephens (1996), Iain Glen (2002, descritto come aggraziato ed elegante, ma anche simile "a un matador: spietato, sicuro di sé, provocatorio e vigile"), Elliot Cowan (2009) e Ben Foster (2014). Di grande successo è stata l'interpretazione di Paul Mescal nell'allestimento diretto Rebecca Frecknall portato in scena all'Almeida Theatre, Phoenix Theatre e Noël Coward Theatre di Londra tra il 2023 e il 2025; il New York Times ha lodato la sua interpretazione, a cui ha attribuito il merito di uscire dall'ombra di Brando portando carisma e sensibilità alla parte. Per la sua interpretazione, Mescal ha vinto il Laurence Olivier Award al miglior attore.
Nella prima italiana del 1949, diretta da Luchino Visconti, Vittorio Gassman fu, secondo Enzo Siciliano, "indimenticabile come Stanley Kowalski"; nello stesso anno Anders Ek interpretò il personaggio nella prima svedese diretta da Ingmar Bergman. Armen Borisovič Džigarchanjan fu Stanley nella prima produzione moscovita del 1970.